# Bombardement de Mogador
Vous lisez un « bon article » labellisé en 2015.
Guerre franco-marocaine
Le bombardement de Mogador est une attaque navale lancée entre les 15 et 16 août 1844 par le royaume de France contre la ville marocaine de Mogador (actuelle Essaouira), dans le cadre de la guerre franco-marocaine qui oppose les deux pays à la suite du soutien que porte le sultan Moulay Abderrahmane à l'émir Abdelkader.
Le gouvernement français envoie une escadre de 15 navires commandée par François d'Orléans, qui, après avoir bombardé Tanger, s'attaque à Mogador. Du côté marocain, la ville est ceinte de longs remparts qui protègent son port et sa kasbah et qui comprennent des bastions et des batteries. L'îlot de Mogador, situé à seulement 1,2 km de la ville, est également défendu par cinq bastions.
Après de premiers échanges de tirs d'artillerie contre les fortifications de la ville qui tournent à l'avantage des Français, le corps expéditionnaire français débarque sur l'îlot de Mogador et s'en empare après une farouche résistance marocaine. Les Français s'emparent ensuite du port sans rencontrer de résistance, alors qu'entre-temps, des tribus Masmouda de la région en profitent pour attaquer la ville et la piller.

## Contexte
Depuis la conquête de l'Algérie par la France, les relations entre le Maroc et la France sont particulièrement tendues. En effet, l'Empire chérifien est confronté à une situation nouvelle, il est désormais voisin avec la France. Celle-ci, en pleine campagne de pacification de l'Algérie, entre en guerre avec l'État d'Abd el Kader. Après plusieurs défaites et la perte de la Smala le 16 mai 1843, l'émir Abdelkader se retire du territoire algérien pour se réfugier en territoire marocain près d'Oujda. Accueilli avec enthousiasme par les tribus marocaines orientales, notamment par les Béni-Snassen, il reçoit le soutien des marabouts les plus influents du pays. Une agitation et une effervescence populaire prennent de l'ampleur et atteignent toutes les tribus du pays, obligeant le sultan du Maroc Abderrahmane ben Hicham à répondre favorablement à l'appel d'Abdelkader.

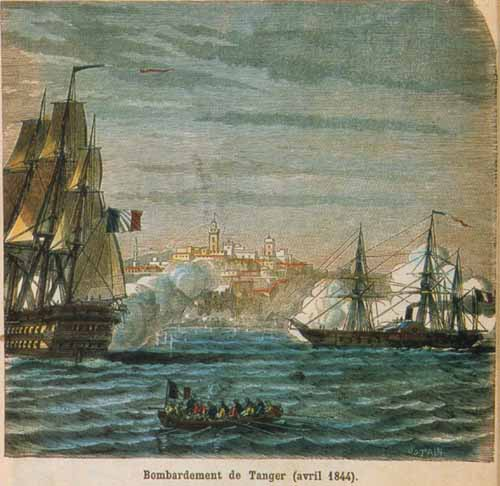
Bombardement de Tanger, le 6 août 1844.

Le 30 mai 1844, les premiers combats commencent à la suite de l'arrivée de 500 cavaliers marocains servant d'avant-garde sous les ordres de Sidi el-Mamoun ben Chérif, un membre de la famille impériale, près d'un camp français à Lalla Maghnia. Après d'intenses combats, la cavalerie marocaine est repoussée. Le 15 juin 1844, une conférence de pourparlers a lieu et se solde par de nouveaux combats remportés par les Français, qui repoussent à nouveau l'armée marocaine,. Le 19 juin, l'armée française occupe Oujda avant d'en repartir le 21. La guerre désormais commencée et proclamée, le sultan du Maroc confie à son fils aîné Moulay Mohammed le commandement en chef de l'armée marocaine.
Après un ultimatum français que le sultan rejette, François d'Orléans, commandant en chef d'une escadre française de 28 navires, reçoit l'ordre le 6 août 1844 de bombarder la ville de Tanger. Après une journée de bombardements, les batteries marocaines sont démolies et une grande partie de la ville est détruite. Une fois le bombardement terminé, l'escadre française revient au mouillage de la ville aux côtés des navires européens et américains. Elle appareille ensuite pour Mogador le 8 août et l'atteint le 11, après une difficile traversée. Le 14 août, la bataille d'Isly a lieu et oppose la cavalerie marocaine, commandée par Mohammed ben Abderrahmane, aux troupes du général Thomas-Robert Bugeaud, gouverneur général d'Algérie. Les forces françaises remportent une bataille décisive et poussent le Maroc à engager dès le lendemain des négociations.

## Forces en présence

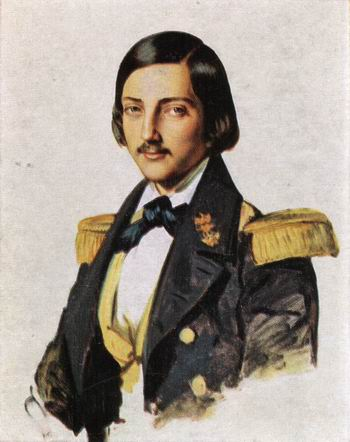
François d'Orléans, commandant en chef de l'escadre française.

L'escadre de la marine royale française est initialement composée de trois vaisseaux, d'une frégate et de quelques bateaux à vapeur. Mais, devant l'inquiétude du ministre français de la Marine Ange René Armand de Mackau, qui pense que la tâche est difficile et que la résistance marocaine est énergique, l'escadre française est doublée en nombre de navires. C'est ainsi que, durant le bombardement de Tanger, 28 bâtiments participent aux opérations. La tâche se révélant plus facile que prévu, l'escadre française est ramenée à 15 navires pour effectuer le prochain bombardement. Elle est commandée par François d'Orléans, prince de Joinville, troisième fils du roi Louis-Philippe Ier. Il est alors âgé de 26 ans.
Lors de cette opération, la flotte française, composée de 15 navires, compte trois vaisseaux de ligne : le Suffren (90 canons), le Jemmapes (en) (100 canons, commandé par La Roque) et le Triton (en) (74 canons), mais aussi trois frégates (la Belle Poule, l'Asmodée, et le Groenland), quatre bricks (l’Argus, le Volage, le Rubis et le Cassard), trois corvettes (le Pluton, le Cassendi et la Vedette) et enfin deux avisos (le Phare et le Pandour). Elle compte également un corps expéditionnaire de 1 200 hommes.
Du côté marocain, le système de défense de la ville de Mogador joue sur la distance entre les îles de Mogador et la terre ferme de la baie pour pouvoir protéger chaque entrée de la baie, que ce soit celle du nord grâce à borj el-Âssa et borj el-Baroude, ou celle du sud à l'aide de borj Moulay Ben Nasser et de borj el-Barmil, grâce à des batteries faisant des feux croisés. Ainsi, l'environnement favorable dont dispose la ville lui permet de disposer de batteries de canons à feux croisés.

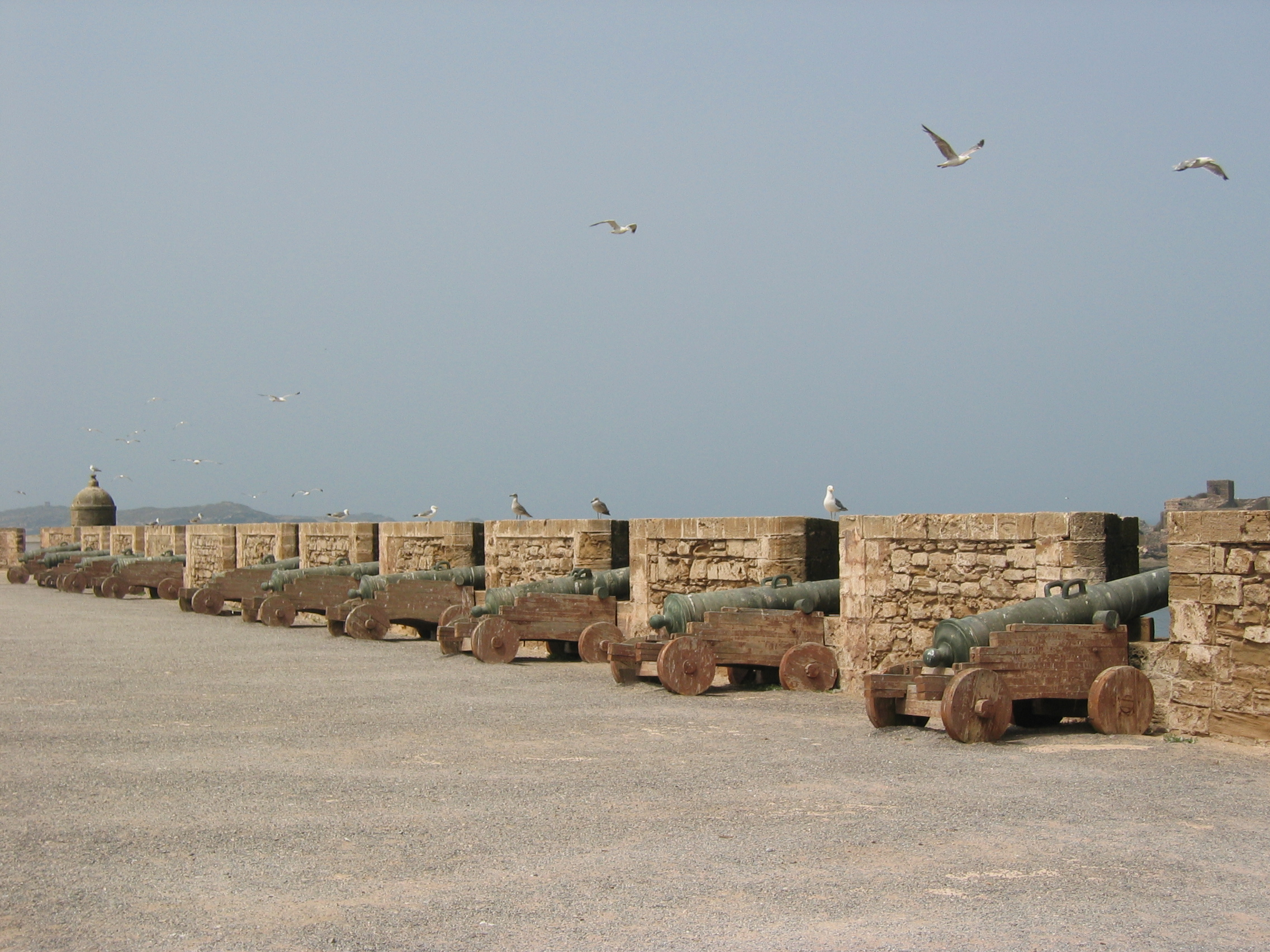
Canons espagnols de la sqala de la kasbah.

Mogador est entourée entièrement d'un mur d'enceinte haut de dix mètres et couronné de créneaux sur toute sa longueur, de style européen. La sqala de la kasbah qui longe l'océan Atlantique protège la médina, tandis que la sqala du port défend le port de la ville. Elles totalisent 76 pièces d'artillerie, dont principalement des canons en bronze de fabrication espagnole construites dans les fontes de Séville et de Barcelone entre 1743 et 1782. Ces canons de 3,25 m de long sont des pièces de 150 mm de calibre et 450 mm de section extérieure à la culasse. Ils sont conçus pour lancer à 1 500 m environ des boulets de dix livres. Le commandant en chef des canonniers (tobjia) de la ville est Omar Laâlaj, renégat d'origine européenne. La plupart des canonniers de la ville sont des renégats, pour la plupart espagnols, convertis à l'islam.
L'îlot de Mogador est défendu par cinq bastions garnis de 24 canons. Les quatre premiers défendent le mouillage intérieur et extérieur, mais aussi les passes est et ouest de l'île, alors que le dernier bastion est adossé à la mosquée de l'île. L'île est défendue par les 320 meilleurs hommes de la garnison de Mogador, commandés par Larbi Torres.

## Déroulement
L'escadre française, arrivée le 11 août 1844 devant Mogador, n'engage les opérations que le 15 août, à la suite de mauvaises conditions météorologiques. À partir de quatorze heures, François d'Orléans donne l'ordre à la flotte française de se mettre en marche, et de se positionner devant la ville. Le Triton s'avance à 700 m à l'ouest de la ville, rejoint par le Suffren et le Jemmapes. Ce dernier se range près du Triton tandis que le Suffren prend poste dans la passe du nord. La frégate la Belle Poule a pour ordre d'affronter les batteries de la sqala du port, tandis que les bricks l'Argus, le Volage et le Cassard ont pour ordre de faire feu sur les batteries de l'îlot de Mogador. Du côté marocain, les canonniers se préparent au combat sans pour autant déclencher les hostilités, sur les ordres d'Omar Laâlaj. Le premier feu déclenché par la flotte française est fatal pour Laâlaj, décapité par un boulet,. Le bombardement dure ainsi deux heures, les canonniers marocains ripostent sans baisser d'intensité, provoquant une véritable grêle de boulets et d'obus. Toutefois, l'échange d'artillerie intensif tourne à l'avantage des Français, qui touchent de plein fouet les fortifications marocaines. De nombreuses brèches sont créées dans les remparts. L'artillerie marocaine ralentit petit à petit son feu, et à partir de dix-sept heures, les canonniers marocains se replient et abandonnent leurs postes, tandis que la plupart des batteries de la ville sont démontées.

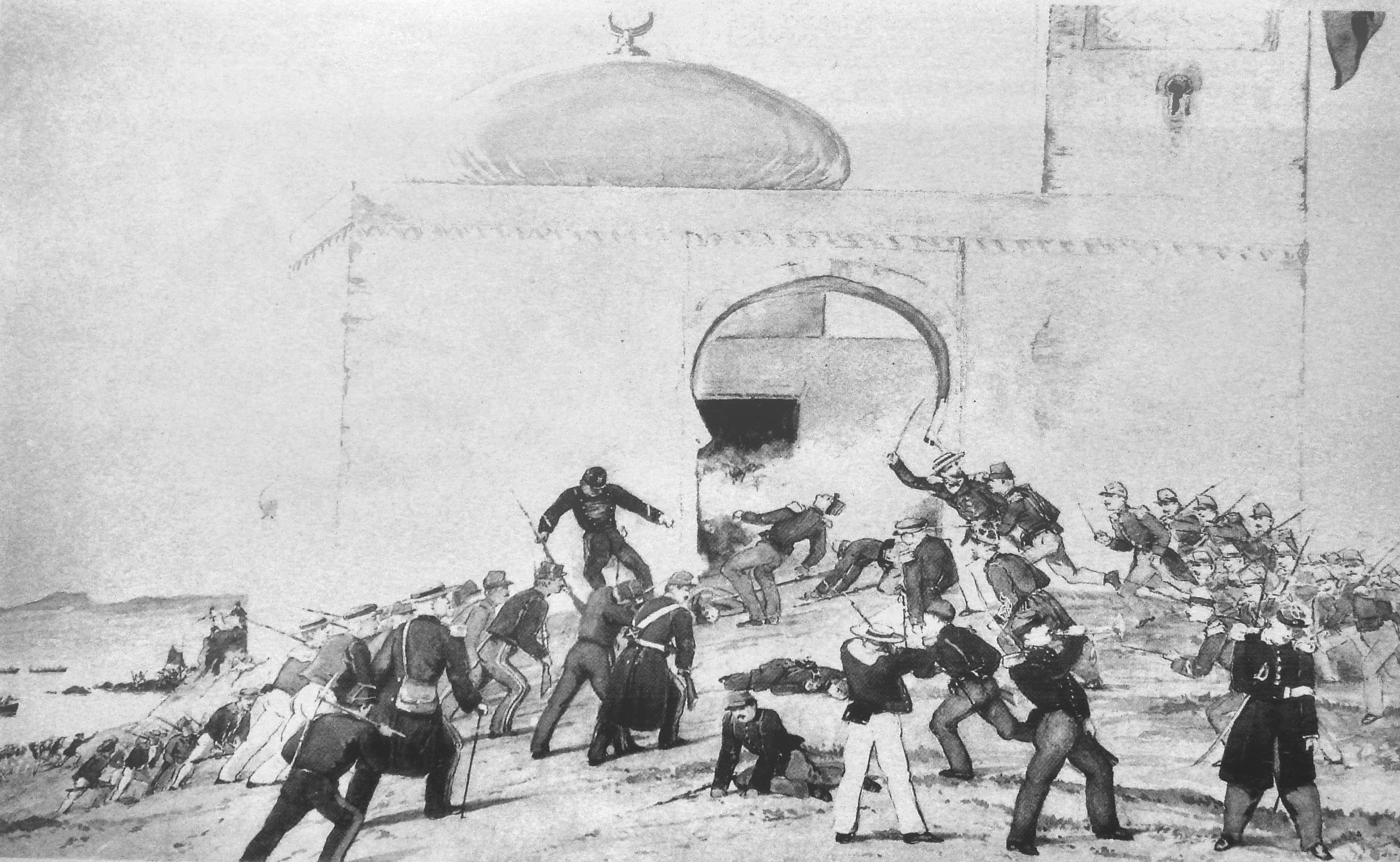
Assaut sur la mosquée de l'îlot de Mogador, 15 août 1844, Jacques Caille.

L'îlot de Mogador oppose toujours une résistance, contrairement aux batteries de la ville. François d'Orléans décide d'y débarquer 500 hommes commandés par le colonel Auguste Chauchard et le commandant Duquesne pour s'en emparer face à une garnison de 320 soldats marocains commandés par Larbi Torres. À dix-sept heures et demie, le Pluton, le Cassendi et le Phare permettent le débarquement des soldats français sur l'île, sous le feu nourri des Marocains. La première des batteries de l'île est prise après d'intenses combats. Dépassés par le nombre, les Marocains se défendent puis sont forcés à se réfugier dans la mosquée de l'île et à la barricader. Ces premiers combats meurtriers font 180 morts parmi les Marocains, et 14 tués et 64 blessés chez les Français, dont le commandant Duquesne. Immédiatement après avoir repris les forts de l'île, les marins de l’Argus et du Pluton enfoncent la porte de la mosquée à coups de canon et déclenchent de nouveaux combats jusqu'à ce que François d'Orléans décide d'arrêter, dans le but d'éviter un massacre inutile.

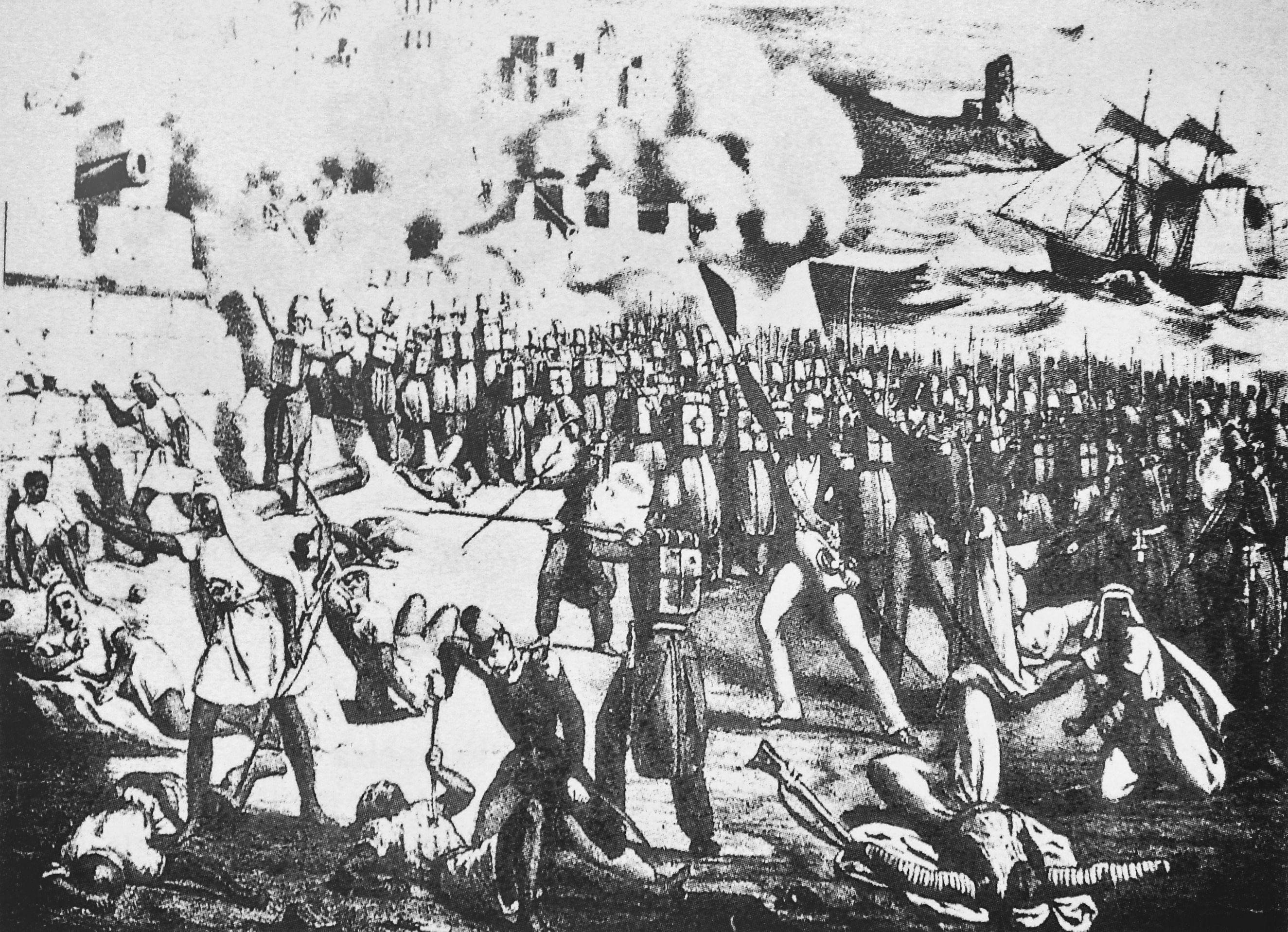
Débarquement des soldats français dans le port d'Essaouira, 15 août 1844.

La totalité des navires quittent la passe de Mogador pour retourner au mouillage, mise à part la Belle Poule qui bombarde tout au long de la nuit, à intervalle irrégulier, les batteries de la sqala du port. Entre-temps, toujours le 15 août, pensant que l'armée française va occuper la ville, des tribus Masmouda de la région en profitent pour attaquer la ville et la piller pendant plus de 40 jours. La population de la ville est largement touchée par ces pillages et compte plusieurs victimes, notamment des Juifs,, tandis que le gouverneur de la ville prend la fuite le lendemain du bombardement.
Le 16 août, les soldats français préparent la prise de la mosquée, qui se fait finalement sans combat puisqu'assiégés, 160 Marocains, dont 35 blessés, se rendent avec leur chef Larbi Torres. Les prisonniers blessés de la garnison de l'île sont le jour même échangés contre une vingtaine de résidents étrangers, notamment des Britanniques, dont le vice-consul sir Wilshire et sa famille, que le gouverneur avait gardé comme otages au début des combats, tandis que le consul français avait quitté la ville un mois auparavant. François d'Orléans décide ensuite d'occuper le port de Mogador sous la protection du Pandour et de l'Asmodée. C'est ainsi que plus de 600 hommes occupent le port sans la moindre résistance, enclouent puis jettent à la mer les canons, détruisent les magasins à poudre et coulent plusieurs navires. François d'Orléans poste ensuite une garnison sur l'île, armée de canons le temps des négociations, puis ordonne le blocus du port.

## Bilan et conséquences

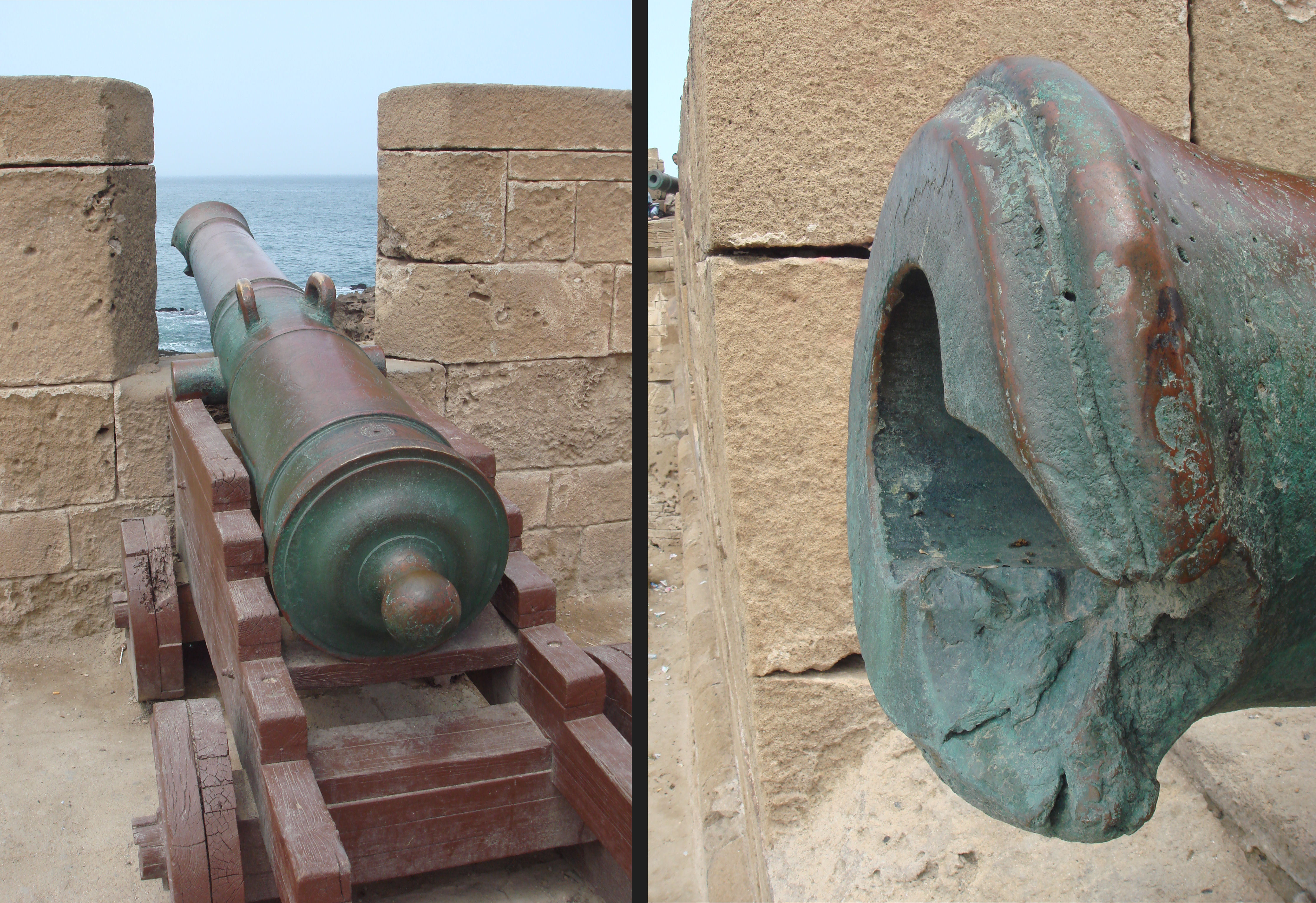
Canon marocain endommagé par un boulet de canon français lors du bombardement de Mogador. C'est un canon en bronze de fabrication espagnole construit dans la fonte de Barcelone en 1781.

François d'Orléans décrit l'opération au ministère de la marine le 17 août 1844 :

« Le 15, nous avons attaqué Mogador. Après avoir détruit la ville et ses batteries, nous avons pris possession de l'île et du port. Soixante-dix-huit hommes, dont sept officiers, ont été tués et blessés. Je me suis occupé à placer une garnison sur l'île, et j'ai ordonné le blocus du port. »

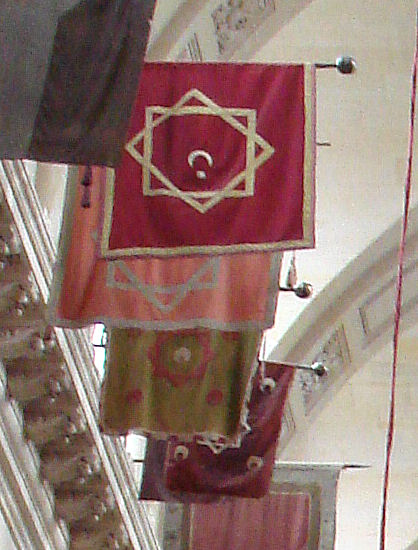
Drapeaux marocains capturés aux Invalides de Paris.

La ville est très durement touchée, de nombreux bâtiments et habitations sont détruits par les bombardements (1 240 boulets tirés sur la ville), les pillages ruinent le port et les habitants, des femmes, sont enlevées. Les Juifs sont particulièrement touchés par les pillages et les enlèvements. Le mellah est également endommagé puisqu'il borde la muraille nord, qui longe l'océan, tout comme la kasbah et les murailles de la ville, criblées de boulets.
Le nombre de tués parmi les Marocains est très important, notamment à cause des combats, mais aussi à cause des pillages des tribus Masmouda de la région. Les pertes françaises sont estimées à 28 morts et plusieurs dizaines de blessés selon David Bensoussan, alors qu'Achille Fillias et François d'Orléans ne comptent que 14 tués et 64 blessés. Le Jemmapes, le Suffren, le Triton et le Volage, peu endommagés, sont les seuls navires touchés. Une très grande partie des pièces d'artillerie de la ville sont endommagées, capturées et enclouées puis jetées à la mer. Les magasins à poudre sont pour certains incendiés, d'autres épargnés.
C'est à la fois une victoire militaire mais aussi politique de la France. La ville de Mogador est la capitale économique du Maroc à cette époque, le commerce y est florissant et les revenus de la douane de la ville remplissent les caisses de l'Empire chérifien. Mogador est donc considérée comme renfermant les « trésors du sultan », et bombarder la ville est un moyen de pousser le sultan à la paix. François d'Orléans ne quitte la ville, en compagnie d'une grande partie de son escadre, que le 22 août, en direction de Cadix puis Tanger, où il attend le résultat des négociations ouvertes le lendemain de la bataille d'Isly entre les deux gouvernements. Quelques navires et une garnison de 500 hommes restent cependant sur l'île pour entretenir le blocus du port et surveiller la ville, jusqu'au 17 septembre 1844, après la signature du traité de Tanger.
Un an plus tard, la paix est conclue entre les deux pays, et l'échange des prisonniers a lieu le 4 juillet 1845, où 123 prisonniers marocains à bord du Véloce rejoignent la ville, dont le commandant en chef de la garnison de l'île, Larbi Torres. Le Maroc stoppe son soutien à l'émir Abdelkader et doit reconnaître l'autorité française sur l'Algérie, à la suite des traités de Tanger et de Lalla Maghnia. Une fois l'ordre rétabli, les autorités marocaines imposent de fortes amendes aux tribus pillardes, indemnisent en partie Mogador et lancent des expéditions contre ces mêmes tribus,.

## Hommages et représentations artistiques
Les combats de Mogador ont été représentés par plusieurs artistes tels que Charles Gosselin ou Serkis Diranian du côté français, et Roman Lazarev récemment du côté marocain par exemple. Gravé dans la mémoire collective, le bombardement de la ville de 1844 a fait couler l'encre de plusieurs artistes tant français louant les exploits de l'expédition, que marocain déplorant la débâcle et les victimes.
La population française en particulier parisienne, accueillit avec enthousiasme et joie la victoire française. Une rue du 9e arrondissement de Paris est nommé rue de Mogador en hommage, tout comme le théâtre qui se trouve dans la même rue.